# Paleochora
Paleochora (Grieks: Παλαιοχώρα) is een plaats op het Griekse eiland Kreta. Het ligt in de zuidwestelijke hoek van het eiland, aan de voet van de Lefka Ori (Witte Bergen) en aan de Libische Zee. De afstand tot de stad Chania aan de noordkust is 72 kilometer. Niet ver van Palaiochora ligt de beroemde Samariakloof. Het stadje telt 2553 inwoners.

## Bestaan en historie
Paleochora richt zich vooral op toerisme. Het is gesitueerd op een schiereiland, met aan één kant een groot zandstrand. Op het schiereiland bevinden zich tevens de ruïnes van een Venetiaans kasteel, dat in 1279 is gebouwd. In de loop der tijden is het kasteel verscheidene malen verwoest; door de Venetianen zelf, door de Ottomanen, door de piraat Barbarossa en in de Tweede Wereldoorlog door de Duitse bezetter.
De plaats leidde na de oorlog een rustig bestaan als vissersdorp, totdat het in de jaren zestig werd ontdekt door rondreizende hippies. Vanaf dat moment is de toeristische ontwikkeling op gang gekomen.
Vanuit de haven vertrekken boten naar het eiland Gavdos en naar verschillende andere plaatsen aan de zuidkust van Kreta.

## Bestuurlijk
Paleochora maakt sinds de gemeentelijke herindeling van 2011 deel uit van de deelgemeente (dimotiki enotita) Pelekanos in de fusiegemeente (dimos) Kantanos-Selino, in de Griekse bestuurlijke regio (periferia) Kreta.

## Foto's

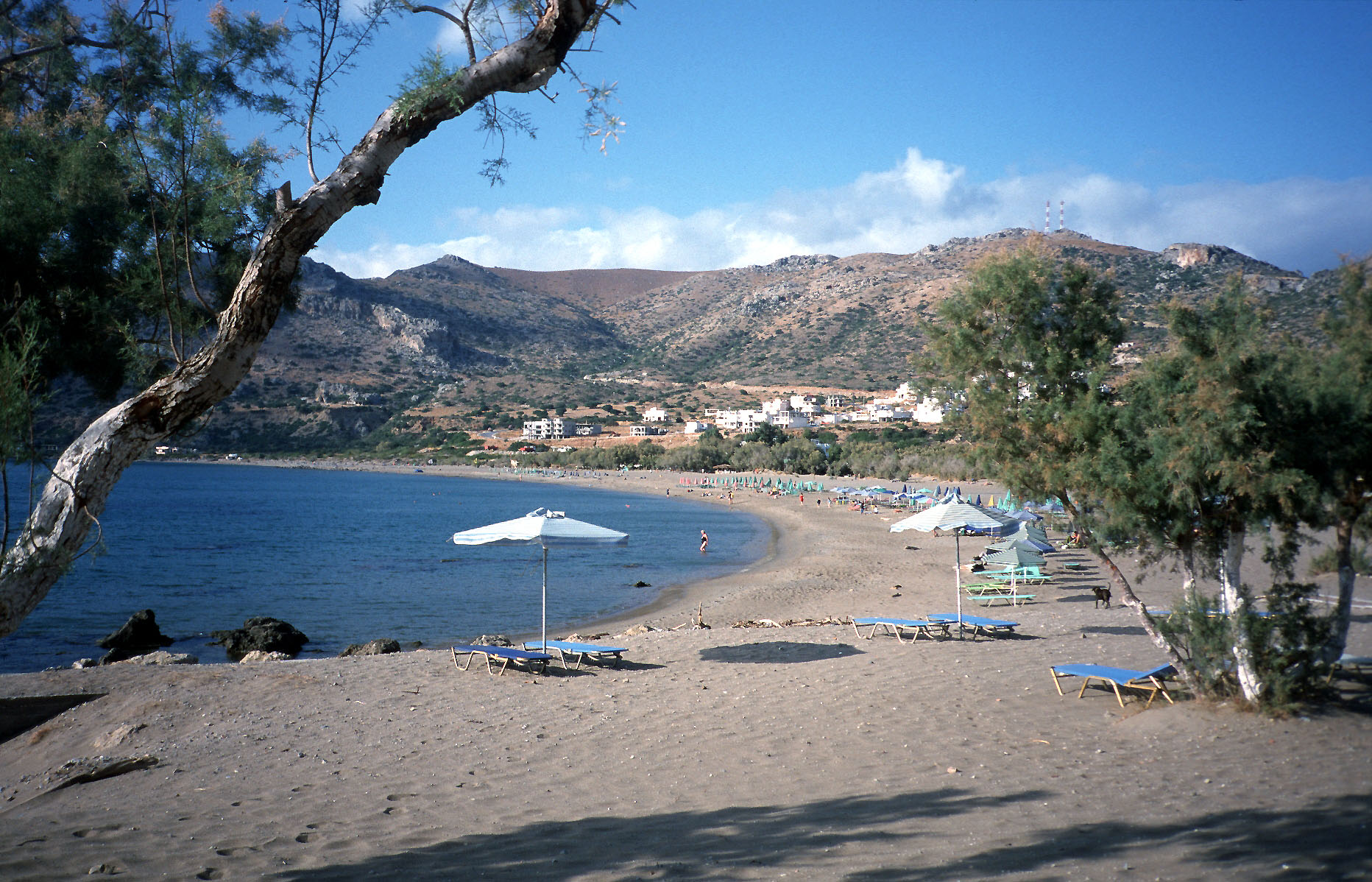
Het strand van Paleochora
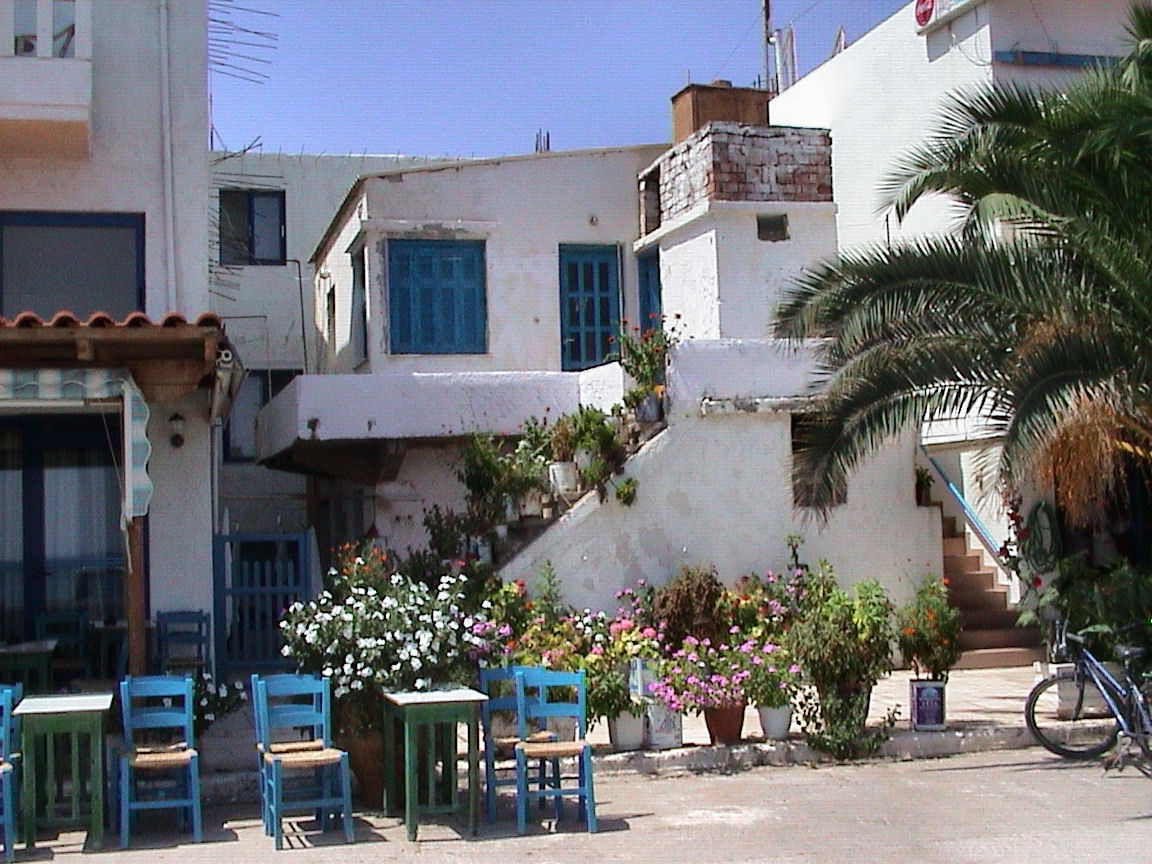
Gebouwen in Paleochora